# Iablunivka, Pokrovske
Iablunivka (în ucraineană Яблунівка) este un sat în comuna Malomîhailivka din raionul Pokrovske, regiunea Dnipropetrovsk, Ucraina.

## Demografie
Componența lingvistică a localității Iablunivka
     Ucraineană (100%)
Conform recensământului din 2001, toată populația localității Iablunivka era vorbitoare de ucraineană (100%).